# 交響曲第2番 (松村禎三)
交響曲第2番（こうきょうきょくだい2ばん）は、日本の作曲家、松村禎三が1997年に作曲し、1998年に完成させた交響曲。

## 概要
サントリー音楽財団の委嘱で1997年3月に金剛力士像のポスターに触発されて作曲し、1998年同年開催されたサントリー音楽財団主催の「作曲家の個展 98 松村禎三」にて尾高忠明指揮東京都交響楽団、ピアノ独奏野島稔により初演された。その後1999年に第3楽章が改訂され、2006年にNaxosの『日本作曲家選輯 24』に収録するため最後の改訂が行われた。

## 楽器編成
フルート3（3番奏者はアルト持ち替え、それ以外はピッコロ持ち替え）、オーボエ2、ピッコロ、コーラングレ、クラリネット3（3番奏者はバスクラリネット持ち替え）、ファゴット、コントラファゴット、ホルン4、トランペット4、トロンボーン3、チューバ、打楽器4（ティンパニ、大太鼓、シンバル、グロッケンシュピール、ボンゴ、ウッドブロック、ハープ、ピアノ、弦五部

## 作品の内容
第1楽章　
金管によるファンファーレの後、ピアノが主題を提示する。その後ヴァイオリンとピアノのソロを経て、弦、金管がそれぞれ旋律を奏で、再びヴァイオリンとピアノによるソロが現れる。やがてファンファーレが奏されて弦の無窮動な旋律があった後、ピアノソロが現れ、ピアノのみになって幕を閉じる。
第2楽章
弱音器を付けた弦の上で、独奏ピアノが主題を提示する。
第3楽章
金管のファンファーレで開始され、ベートーヴェンの交響曲第5番を想起させる動機で曲が締めくくられる。